# Larrabetzu
Larrabetzu (spanisch Larrabezúa) ist eine Gemeinde in der Provinz Biskaya in der spanischen Autonomen Region Baskenland, in der 2.047 Einwohner (Stand: 2024) leben, deren Mehrheit baskischsprachig ist. Die Gemeinde besteht neben dem Hauptort Larrabetzu aus den Ortschaften Alaio, Astoreka, Barrenetxe, Basara, Belarrinaga, Bersonaga, Elexaga, Erkinko, Galartza, Gaztelu, Goikola, Goikoelexea, Legina, Loroño, Sarrikolea, Ugalde, Zarandoa und Zubitalde.

## Lage
Larrabetzu befindet sich 13 Kilometer östlich vom Stadtzentrum der Provinzhauptstadt Bilbao in einer Höhe von ca. 60 m.

## Bevölkerungsentwicklung
| Jahr      | 1900 | 1950 | 1960 | 1970 | 1981 | 1991 | 2001 | 2011 | 2021 |
| Einwohner | 1424 | 1745 | 1698 | 1833 | 1608 | 1472 | 1559 | 1931 | 2081 |

## Sehenswürdigkeiten
- Kirche San Emeterio und San Celedonio (Iglesia de San Emeterio y San Celedonio)
- Kirche Mariä Himmelfahrt (Iglesia de Santa María de la Asunción)
- Herrenhaus von Angulería (Palacio de la Angulería)
- Herrenhaus von Ikaza

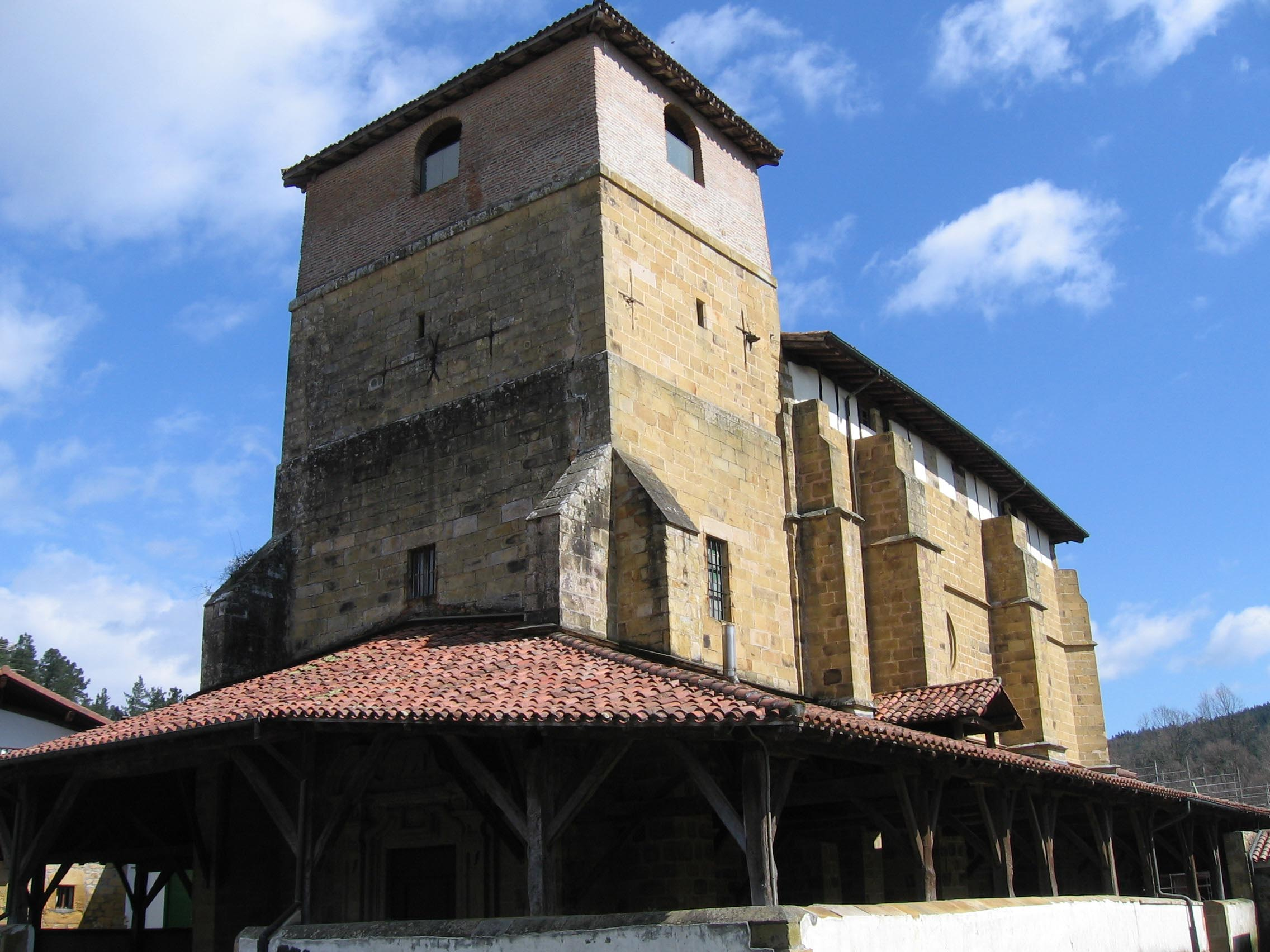
Kirche San Emeterio und San Celedonio
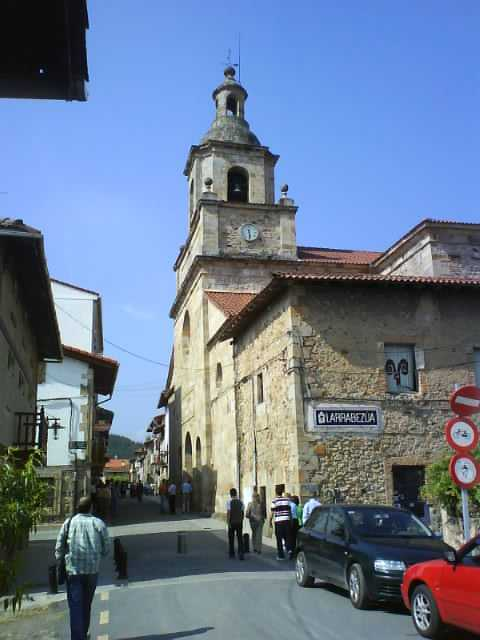
Kirche Mariä Himmelfahrt
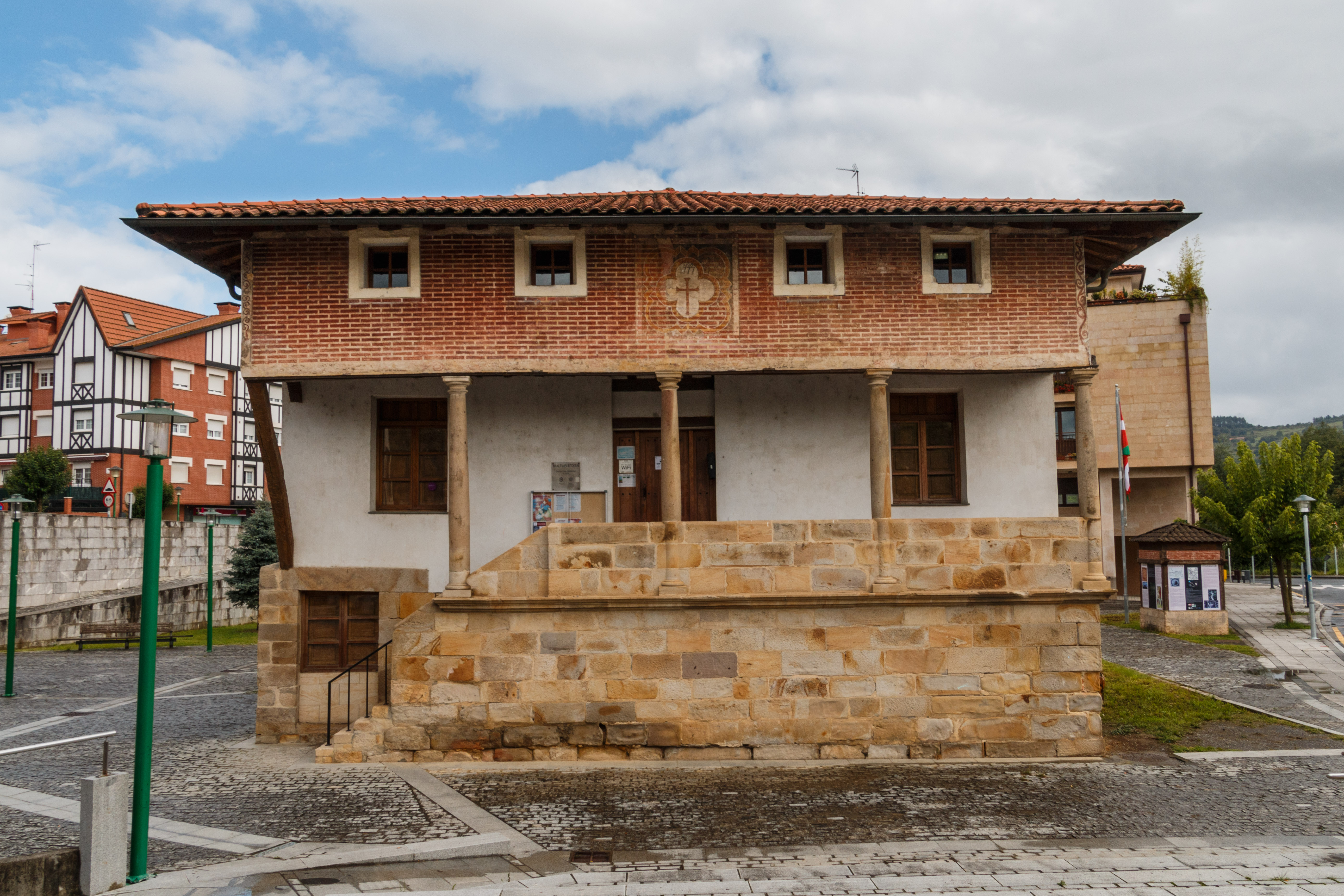
Herrenhaus von Anguleria
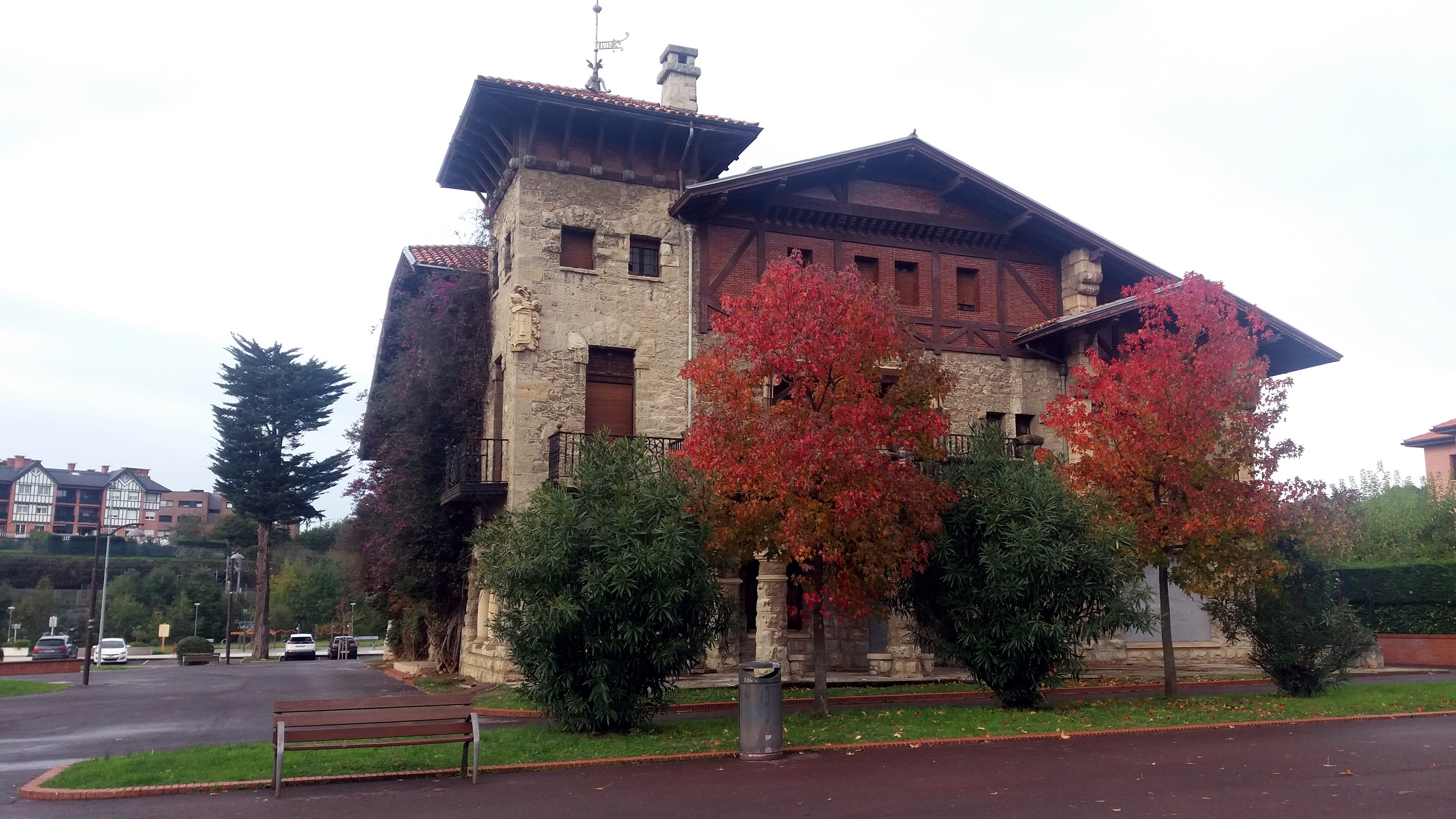
Herrenhaus von Ikaza
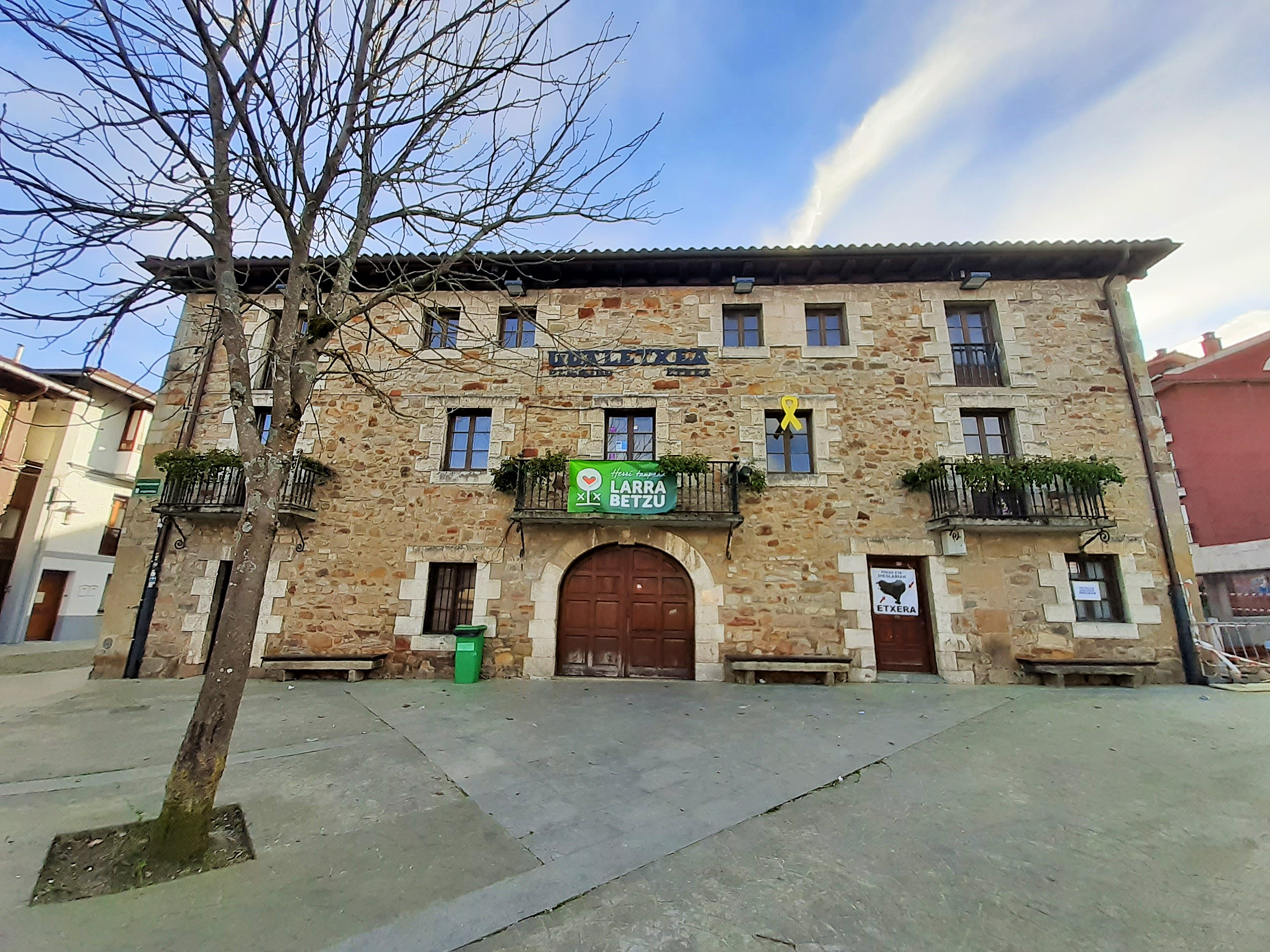
Rathaus Larrabetzu

## Söhne und Töchter der Gemeinde
- Simón de la Torre (1804–1886), Gouverneur von Puerto Rico (1872)
- Vicente Blanco Echevarría (1884–1957), Radrennfahrer
- Jesús Loroño (1926–1998), Radrennfahrer
- Benigno Azpuru (1930–2014), Radrennfahrer
- Mikel Artetxe (* 1976), Radrennfahrer